# Antíoco II Siuni
Antíoco II (em latim: Antiochus; em grego: Ἀντίοχος; romaniz.: Antíochos; em armênio/arménio: Անդոկ; romaniz.: Andok) foi um nacarar da família Siuni que governou Siunique no século IV. Ele governou Siunique entre 339-384/385.

## Biografia

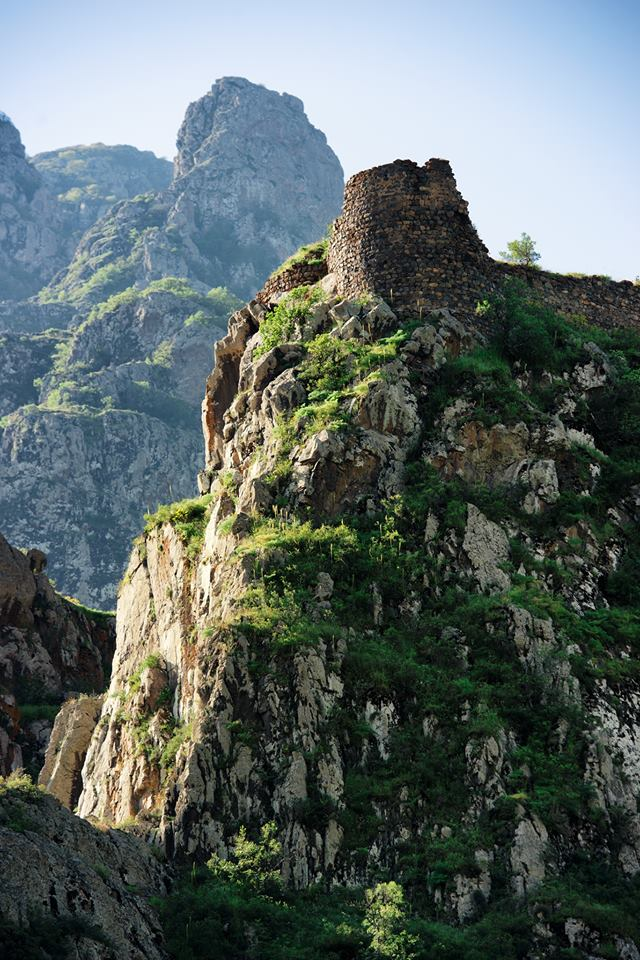
Ruínas de Balaberda

Antíoco era filho de Antíoco I e irmão de Valinaces I. Casou-se em data incerta com nobre da família Mamicônio, filha de Vache I,  com quem gerou Farranzém, Babico I e Valinaces II. Cyril Toumanoff sugeriu que teve outra filha, que casou com Vasaces I. Antíoco casou Farranzém com Genelo, o sobrinho do rei Ársaces II (r. 350–367), e ela utilizou de sua elevação para derrubar seu tio e colocar seu pai na senhoria em Siunique. Teve papel notório na político armênia à época, inclusive participando na eleição dos católicos Farnarses de Astisata (r. 348–352) e Narses I, o Grande (r. 353–373).
Desde então, Siunique foi melhor integrada dentro do reino e a família de Antíoco, que até então vivia às margens da política régia, foi admitida na corte do rei como vassala, apesar de ainda serem príncipes soberanos. Moisés de Corene relata que Antíoco foi recebido na corte do xá Sapor II (r. 309–379), onde não pode beber nem comer, pois na ordem de precedência, o protocolo persa lhe deu só a posição 14ª. Quando Sapor solicitou que participasse na marcha contra hunos invasores, reuniu 1 700 cavaleiros árabes e dirigiu-se traiçoeiramente às cercanias do território régio de Ctesifonte, no distrito de Estacar.
Ao chegar, reuniu pequeno grupo de guardas, entrou na cidade e informou os locais que veio ajudar Sapor, impelindo-os pelos hábitos da Pérsia, a fornecer-lhe suprimentos e grandes honrarias. Quando anoiteceu, informou as tropas que partiriam ao amanhecer. Quando partiram, tomaram tesouros de ouro, prata, jóias, pérolas, tecidos de ouro e púrpura real, roupões encrustados com pérolas e levaram o butim ao forte de Balaberda. Também reuniu ali provisões, equipamentos e armas à cavalaria dos distritos de Siúnia (trigo, feno, mel, óleo, palha, vinho, carne, vários tipos de fruta).
Antíoco ordenou que os habitantes de Siúnia fugissem após incendiarem suas casas e armazéns com suas posses. Ao voltar de sua campanha, enfurecido, Sapor reuniu grande exército de persas e arianos do Coração e avançou a Siunique, sitiando Balaberda. Três ataques foram feitos contra a fortaleza, mas todos fracassaram, pois os sitiados foram capazes de repelir e matar muitos dos atacantes ao lançarem grandes pedras morro abaixo. Ao notarem que seria inviável prosseguir com o cerco, alguns oficiais do exército sassânida pediram que o xá considerasse abandonar o cerco e saqueasse o país. Antíoco, no momento oportuno, fugiu da fortaleza com muito butim e dirigiu-se para Constantinopla, onde o imperador Teodósio I (r. 379–395) recebeu-o com grande honra e nomeou-o "patrício de patrícios" (ou seja, príncipe). Ele morreu no Império Romano.